# Govindanahalli, Krishnarajpet
Govindanahalli là một làng thuộc tehsil Krishnarajpet, huyện Mandya, bang Karnataka, Ấn Độ.